# Kloster San Isidro de Dueñas

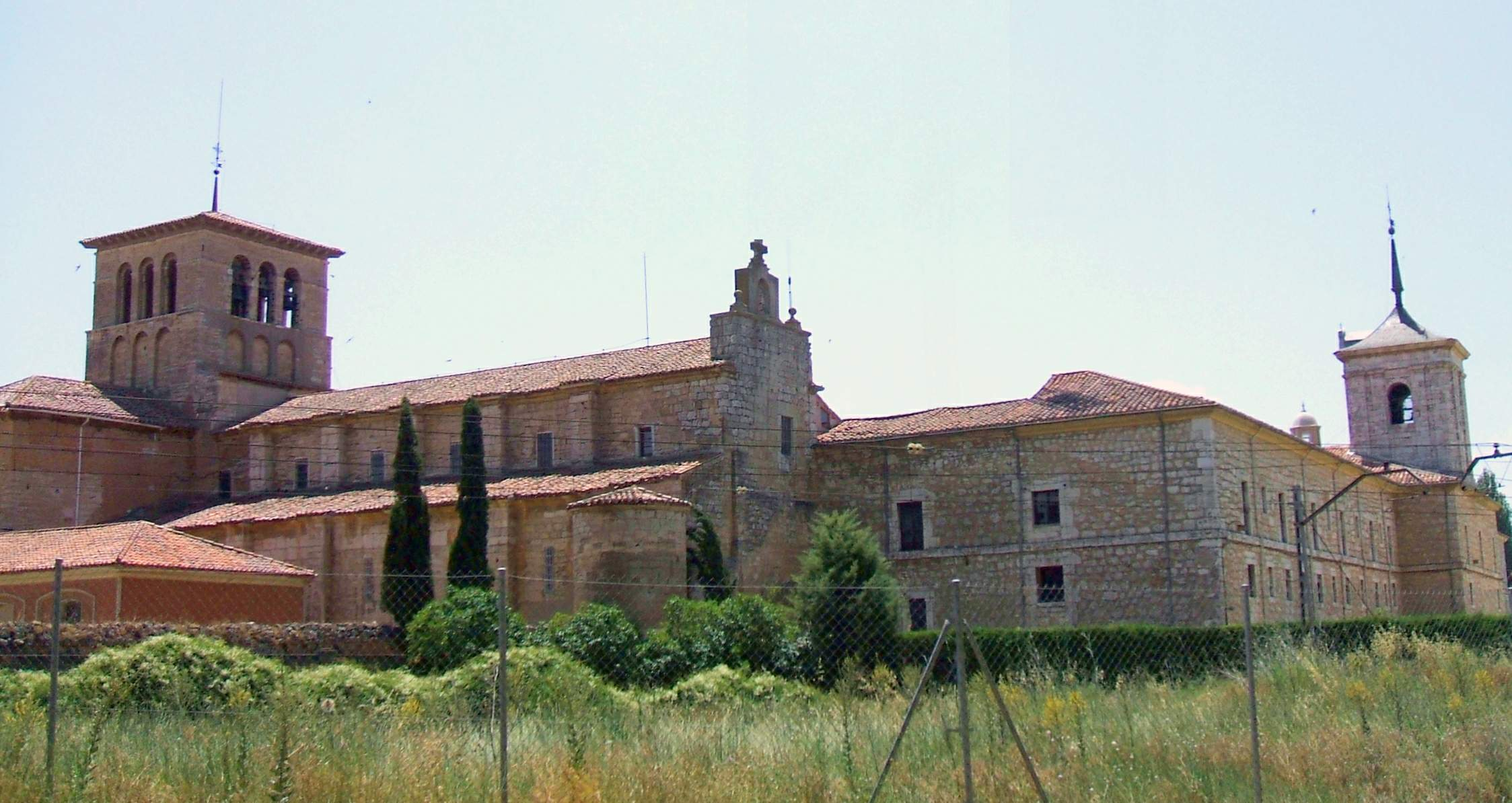
Monasterio de San Isidro de Dueñas

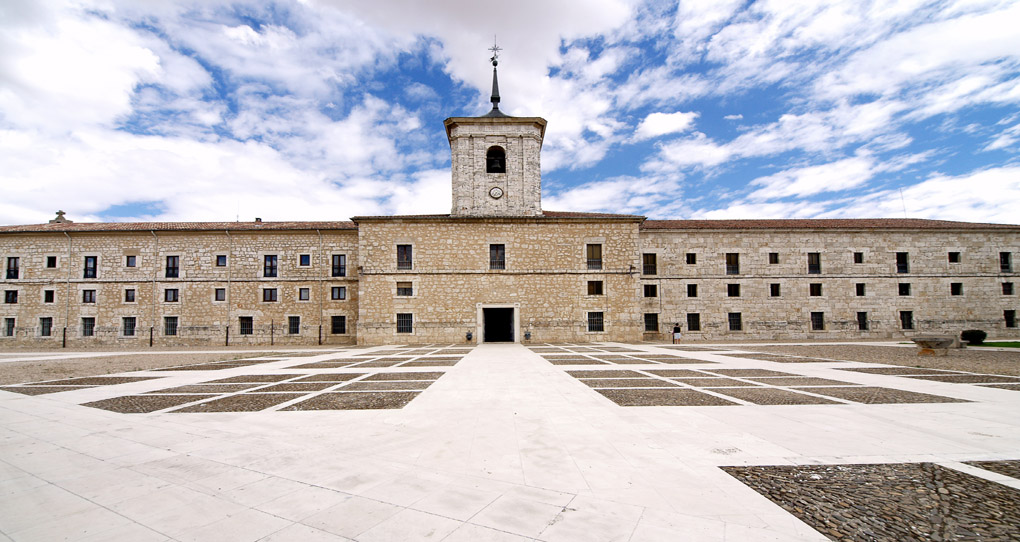
Monasterio de San Isidro de Dueñas – Wohntrakt

Das Kloster San Isidro de Dueñas (lat. Abbatia Beatae Mariae de Sancto Isidoro) ist ein ehemaliges Benediktinerkloster bei der Kleinstadt Dueñas in der Provinz Palencia im Norden Spaniens.

## Lage
Das Kloster San Isidro de Dueñas liegt in der kastilischen Hochebene (Meseta) zwischen den Flüssen Carrión und Pisuerga ca. 15 km südlich der Stadt Palencia in einer Höhe von ca. 750 m. Heute führt die Autovía A-62 nahe beim Kloster vorbei.

## Geschichte
Das dem frühchristlichen Heiligen Isidoros von Chios geweihte und im Jahr 911 erstmals urkundlich erwähnte Kloster San Isidro wurde wahrscheinlich im 7. Jahrhundert von den Westgoten gegründet, aber im 8. Jahrhundert von den Mauren zerstört. Bereits im ausgehenden 9. Jahrhundert wurde die Gegend vom asturischen König Alfons III. zurückerobert (reconquista) und wiederbesiedelt (repoblación); auch die Wiederbelebung des Klosters durch mozarabische Mönche wird ihm zugeschrieben. Im 17. Jahrhundert entstand ein neuer Wohntrakt im späten Herrera-Stil. Im Jahr 1835 fiel es der Auflösung der Klöster (desamortización) zum Opfer, danach stand es leer. Der spanischstämmige Abt Cándido Albalat y Puigcerver des französischen Trappistenklosters Désert bei Toulouse ließ es im Jahr 1891 durch einige seiner Mönche mit Erfolg neu besiedeln. Das Kloster wurde im Jahr 1897 zum Priorat und 1900 zur Abtei erhoben.

## Obere, Prioren und Äbte
- Ange Ginabat Groizard (1891–1916)
- Felix Alonso Garcia (1916–1939)
- Bonaventura Ramos Caballero (1940–1971)
- Manuel Perez Cervino (1971–1982)
- Gonzalo Fernández Fernández (1982–2000)
- Enrique Trigueros Castillo (2000–2012)
- Juan Javier Martín Hernández (2012–)

Bedeutendster Mönch war der im Jahr 2009 heiliggesprochene Rafael Arnáiz Barón (1911–1938).

## Tochtergründungen
Das Kloster gründete die Tochterklöster San Pedro de Cardeña (1942), Bela Vista in Angola (1958), Jacona in Mexiko (1979) und Paraiso in Ecuador (1999).